# 網蔵平輔
網蔵 平輔（あみくら へいすけ、1870年12月23日（明治3年11月2日）- 1947年（昭和22年）2月18日）は、明治時代後期から昭和時代の日本の大地主、政治家、実業家。貴族院多額納税者議員。幼名・静。妹の夫は貴族院議員 秋山源兵衛。

## 経歴・人物
網蔵輝祖の孫、輝明の長男として生まれ、1889年（明治22年）2月に家督を相続する。本籍は山梨県北巨摩郡塩崎村（後の同郡双葉町、現在の甲斐市）で農業を生業にした。明治法律学校を修了した。
山梨証券監査役として山梨県多額納税者に列し、1915年（大正4年）貴族院議員に互選され、同年4月29日から1918年（大正7年）9月28日まで在任した。
ほか、北巨摩郡会議員、同郡塩崎村長を務めた。